# Битка при Карапелит - Кочмар
Битката при Карапелит – Кочмар от 3 септември 1916 година е победно настъпателно сражение на българската войска в Първата световна война в полосата Карапелит – Кочмар – Гешаново.

## Ход на боя
На третия ден след началото на Добруджанското настъпление – към 15:00 часа на 3 септември 1916 г. при споменатите селища IV конна бригада в състав 400 кавалеристи от 6-и конен полк от дивизията на ген. Колeв влиза в срещен бой унищожава авангарда и разгромява крупна румънска част, подкрепена с артилерия и руска казашка кавалерия, охраняващи подстъпите към превърнатия в крепост Тутракан и противниковото настъпление към току-що освободения от румънска окупация Добрич. С устремна атака в започналата сеч противникът е напълно разбит и унищожен. В сражението участва и Лейбгвардейския конен полк, който дава 15 убити. Румънската бригада, атакувана от българските части при Кочмар, дава загуби от 650 убити и 730 пленени.

## Резултати
С тази победа е открит пътят за настъпление и освобождаване на Тутракан и оказване решаваща помощ на войските ни водещи неравен бой с румънско-руско-сръбския противник в Добричката епопея. Подронен е бойният дух на противника, а българите доказват, че с лекота разгромяват не само крупни части на окупационната румънска армия в Добруджа, но умеят да се бият и категорично да побеждават и считаната за всемогъща руска казашка конница. 

Епопеята вдъхновява Йордан Йовков, който е военен кореспондент на фронта, да напише разказа „Триумф“.